# 柳町 (臺北市)
柳町為臺灣日治時期臺北市之行政區。柳町因為瀕臨淡水河，河邊多種植柳樹而得名。屬於下崁地區，戰後劃入雙園區，今臺北市萬華區淡水河邊的環河南路二段附近。